# Allan Lindberg
John Allan Lindberg, född 21 juni 1918 i Västanfors församling, Västmanlands län, död 2 maj 2004 i Tysslinge församling, Örebro län, var en svensk friidrottare (stavhopp) och bandyspelare. Han tävlade för Fagersta AIK. Han blev Stor Grabb nummer 121 i friidrott.
Civilt arbetade han som arbetsstudieman.

## Främsta meriter
Lindberg tog EM-guld i stavhopp i Oslo 1946. Han innehade svenska rekordet i stavhopp 1946–1947. Han vann SM 1946.
1948 deltog Allan i OS i London, där han blev tolva. 1949 gjorde han ett tillfälligt inhopp i en landskamp, men slutade sedan. Allan hann bli Europamästare en gång till. Den här gången i golf, med svenska oldboyslandslaget i EM 1984. Allan avled 2004, 85 år gammal.

## Idrottskarriär

### Friidrott
Lindberg började som kastare, men övergick 1941 till stavhopp.
1944 nådde han eliten och vann presslandskampen samt 1945 juli-landskampen mot Danmark.
Lindberg deltog den 25 augusti 1946 vid EM i Oslo, där han tog guld i stavhopp med ett hopp på 4,17. Detta innebar även att han slog Lars Andréns svenska rekord (4,16) från en dryg vecka tidigare. Senare samma år (den 20 september i Prag) förbättrade han rekordet ytterligare till 4,20. Han skulle komma att förlora det påföljande år till Ragnar Lundberg. Detta år (1946) vann han även SM, med 4,10 som resultat.
1947 kom han tvåa vid SM. I nordiska landskampen överraskade han med att komma tvåa efter finländaren E. Kataja.

### Övrigt
Han spelade vänsterinner i Fagersta AIK:s bandylag och var även gymnast och god fotbollsspelare.